# Ian Wright (labdarúgó)
Ian Wright (London, 1963. november 3. –) korábbi angol labdarúgó, televíziós és rádiós személyiség.
Wright a Crystal Palace-ben kezdte a pályafutását, ahol hat évet töltött el, mielőtt az Arsenalhoz igazolt volna.
Az Arsenalt egy bajnoki címhez, egy UEFA-kupa, egy Ligakupa és két FA-kupa győzelemhez segítette. Hat klubban játszott karrierje során és 501 bajnokin 239 gólt szerzett csapataiban. Az angol válogatottban 33-szor szerepelt és 9 gólt szerzett.

## Pályafutása
Wright viszonylag későn lett hivatásos labdarúgó.
Annak ellenére, hogy voltak kísérletei a Southend Unitednél és a Brightonnál tizenéves korában, nem tudott kiharcolni egy profi szerződést sem ajánlatai közül.
Visszatért egy amatőr csapatba, ahol lecsökkent az esélye annak, hogy valaha is profi futballista lehessen.

### Crystal Palace
A Crystal Palace tehetségkutatója Peter Prentice látta játszani Wrightot egy amatőr mérkőzésen és próbajátékra hívta csapatához. Wright rögtön lenyűgözte a csapat akkori menedzserét Steve Coppellt és szerződést ajánlott neki a 22. születésnapja előtt három hónappal. Gyorsan beilleszkedett a csapatba és 9 góljával második lett a házi góllövőlistán. Miután Mark Bright a Crystal Palace-ba érkezett a következő évben a legsikeresebb támadópárost alkották a ligában és nagyrészt ennek köszönhetően a csapat szárnyalt és bejutott a rájátszásba 1989-ben. A következő szezonban Wright 24 gólt lőtt a bajnokságban és 33 gólt szerzett összesen az idényben.
1989 decemberében Wrightot meghívták az angol B válogatottba,de éppen előtte kettős lábtörést szenvedett. Miután felépült borzalmas sérüléséből, ő volt az úgynevezett "szuper csere" az 1990-es FA-kupa döntőn. A lefújás előtt egyenlített a Manchester United ellen az eredményt 3-3-ra módosítva, így újrajátszásra kényszerítette a Manchester Unitedet. A visszavágót 1-0-ra elvesztette a Crystal Palace.
A következő szezonban nemzetközi kitüntetésben részesült és elérte a 100. gólját a Sasoknál. Két gólt is szerzett az Everton ellen és az Everton FC legyőzésével megnyerték a Zenith Data Systems Kupát a Wembley Stadionban.
Wright az 1990-91-es szezonban a Wimbledon FC elleni idegenbeli találkozón 18 perc alatt mesterhármast szerzett.
Wright 117 gólt szerzett a Crystal Palaceban, ahol 253 meccsen kezdőként és 24 meccsen csereként lépett pályára hat szezonon keresztül. Ő a klub minden idők harmadik legjobb góllövője. 2005-ben beválasztották a Centenáriumi XI-be, ahol megválasztották az évszázad játékosává.

### Arsenal
Wright 1991 szeptemberében írt alá az Arsenalhoz. A klub 2,5 millió fontot fizetett érte, ami akkoriban klubrekordot jelentett.
Gólt szerzett a debütáló meccsén a Leicester City ellen a Ligakupában, majd első bajnokiján rögtön mesterhármassal kezdett a Southampton FC ellen. Az első szezonjában elnyerte az aranycipőt 29 bajnoki góljával. A bajnokság végén egy újabb mesterhármast szerzett a Southampton ellen és ezzel ő szerezte a legutolsó mesterhármast a First Divisionban.
Wright a következő hat szezonban mindig a csapat legjobb góllövője volt.
Jelentős szerepet játszott az 1990-es évek klubsikereiben, 1993-ban megnyerte az FA Kupát és a Ligakupát,az FA Kupában mindkét meccsen gólt lőtt a Sheffield Wednesday FC ellen. Az 1994-es UEFA kupa győzelemhez is jelentősen hozzájárult, habár a döntőben eltiltás miatt nem játszhatott, ahol csapata 1-0-ra legyőzte az olasz Parmát. Ebben a szezonban a negyedik helyen végzett csapata a Premier League-ben.
Az Arsenal kikapott az 1995-ös KEK döntőben  a Real Zaragoza ellen egy utolsó percekben bekapott góllal.
Wright megszerezte 100. gólját az Arsenalban épp a korábbi csapata a Crystal Palace ellen.
Az új edző Bruce Rioch irányítása alatt a csatár teljesítménye kissé visszaesett. Az 1995/96-os szezonra egy nagyszerű társat kapott maga mellé Dennis Bergkamp személyében. Wright nem igazán jött ki jól menedzserével, ezért beadta az átigazolási kérelmét, amit később visszavont. Nem játszott minden meccsen, de még így is sikerült 15 gólt lőnie és csapata az ötödik helyen végzett a bajnokságban.

#### A Wenger-érában
1996 augusztusában Bruce Rioch elhagyta a klubot és helyette Arsène Wenger lett az új edző. Wright szerint sokkal jobb volt a francia irányítása alatt játszani annak ellenére, hogy már a harmincas évei közepén járt akkoriban. Bebizonyította, hogy még mindig a legveszélyesebb góllövők közé tartozik, mivel a bajnokságban 23 gólt szerzett és ezzel második lett az 1996/97-es góllövőlistán. 1997. szeptember 13-án megdöntötte a 178 gólos Cliff Bastin korábbi rekordját és ezzel ő lett a legtöbb gólt szerző játékos az Arsenalban. (Ezt a rekordot később Thierry Henry döntötte meg 2005 októberében.)
Wright néhány hónappal később egy térd ín sérülést szedett össze, így nem játszhatott a további fordulókban. Az Arsenal megnyerte a bajnokságot és a Ligakupa döntőt és ő játszotta a Newcastle United ellen, amit meg is nyert. A döntőn Wright a cserepadon kapott helyet, de nem kapott lehetőséget a mérkőzésen. Az Arsenal az 1997/98-as szezonban duplázni tudott.
Wright az Arsenalban 288 meccsén 185 gólt szerzett. Az utolsó gólját a Highburyben 1997. október 4-én a Barnsley ellen szerezte és ezzel megszerezte a 300. gólját amit a Crystal Palace és az Arsenal színeiben ért el. Az utolsó gólját az Arsenalban 1998. január 6-án szerezte a Ligakupa negyeddöntőjében a West Ham elleni győztes mérkőzésen. A következő fordulóban a Chelsea ejtette ki az Arsenalt a Ligakupából.
A 2008. július 15-én az Arsenal honlapján kiadott 50 legnagyobb ágyús listáján az előkelő negyedik helyet foglalja el.

### Levezetés
Wrightot 1998 júliusában a West Ham United FC vette meg 500 ezer fontért. 15 hónapig volt West Ham játékos, de már nem sikerült a korábbi jó formájában futballoznia, mint az Arsenalban. Ezután játszott még a Nottingham Forest FC a Celtic FC és a Burnley FC csapataiban is, mielőtt 2000-ben visszavonult volna.

### A válogatottban
Wright 1991 februárjában Graham Taylor irányítása alatt debütált a válogatottban, a Kamerun ellen 2-0-ra megnyert mérkőzésen.
Annak ellenére, hogy 8 éven keresztül 87-szer hívták meg a válogatottba csak 17 meccsen volt kezdő és 16 meccsen csereként számítottak rá. Az 1990-es vb-t követő hét szezonban Wright egyszer sem szerzett 23-nál kevesebb gólt. Az 1990/91-es szezonban 25 gólt szerzett a Crystal Palace csapatában és utána mindig legalább 30 gólt rúgott idényenként.
Taylor, aki az 1990-es olaszországi világbajnokság után lett az angol válogatott menedzsere, 38-szor hívta be keretébe Wrightot, de csak 9-szer számított rá kezdőként és 7-szer csereként. Wright nem került be az 1992-es Eb keretbe annak ellenére, hogy abban az évben ő volt az angol bajnokság gólkirálya. Wright a kilenc válogatott góljából ötöt szerzett Taylor edzősködése idején. Ezek közé tartozott az idegenbeli létfontosságú gól a lengyelek ellen és 1993 májusában szerzett négy gól a San Marino elleni meccsen, amit 7-1-re nyert meg csapata. Az 1994-es vb kvalifikációján mindkét mérkőzésen játszott, de válogatottja 1978 után először nem jutott ki a világbajnokságra.
A sikertelen kvalifikáció után Terry Venables lett a válogatott új menedzsere Taylor helyett. Wright még kevesebb lehetőséget kapott új menedzserétől, mint korábban. Az új edző első 5 meccséből 4-en szóhoz jutott, de ezekből csak 1-szer volt kezdő. Ezután nem játszott többet Venables irányítása alatt. Végül Wright nem került be az 1996-os Eb keretbe, ahol csapata (hazai pályán) az elődöntőig menetelt. Az Eb után új menedzsert neveztek ki a válogatott élére Glenn Hoddle személyében. 1996 novemberében Glenn Hoddle visszahívta a válogatottba az addig mellőzött csatárt, aki a padról beállva 2-0-s győzelemhez segítette csapatát Grúzia ellen az 1998-as vb kvalifikáció során. Wright 1994 októbere után lépett először pályára a válogatottban. Wright a válogatottban lőtt kilenc góljából négyet Hoddle irányítása alatt szerzett. Anglia megnyerte azt a négy csapatos tornát, amin a vb házigazda Franciaország és Brazília is részt vett. 1997 szeptemberében játszott a Moldova ellen 4-0-ra megnyert vb selejtezős meccsen. A válogatott kiharcolta a vb részvételt, de Wright egy sérülés miatt nem utazhatott el a válogatottal Franciaországba. Az 1998-as vb után Wright a West Hamhez igazolt. 1998 októberében csereként játszott a Luxemburg elleni 3-0-ra megnyert Eb selejtező során. Egy hónappal később játszotta utolsó mérkőzését a Wembleyben Csehország ellen, amit csapata 2-0-ra megnyert.

## Magánélete
Miután visszavonult a futballtól a médiában tevékenykedett, általában a labdarúgással kapcsolatos televíziós és rádiós műsorokban.
Fia Bradley és a mostohafia Shaun is profi futballista. Unokatestvére Jermaine az Ipswich Town labdarúgójaként lett ismert, míg unokaöccse Drey a harmadosztályban bontogatja szárnyait.
Két hetet töltött el a chelmsfordi börtönben, adó és biztosítás csalás miatt.